# Myllokunmingia
Myllokunmingia fengjiaoa је изумрла животиња која је живела у раном камбрију, пре око 535 милиона година. Била је то мала, риболика животиња, дужине до 6 цм. Пронађена је у налазишту фосила код Ченгђијанга. Значај тог проналаска је изниман, с обзиром да се ради о најранијем познатом претку кичмењака.

## Откриће
Myllokunmingiaје пронађена у Ченгђијангу у кинеској покрајини Јунан, познатом кинеском налазишту фосила. Иако је Myllokunmingia први пут описана тек 1999. године, до данас је пронађено више од 500 примерака њених фосила. Подручје око Ченгђијанга је било познато међу геолозима још од почетка 20. века, међутим тек 1984. године је палеонтолог Хоу Xиан-ђуанг пронашао слој посебно богат фосилима животиња меких тела. Важност налазишта је одмах препозната и потрага за фосилима је проширена на још неколико локација. Данас је то подручје од великог палеонтолошког значаја, у поређењу са налазиштем код Барџеса.

## Опис
Myllokunmingia је била мала, риболика животиња, дужине до 6 цм. Њени фосили су обично сачувани као бочно спљоштени отисци. Преко трупа се назире низ мишићних блокова (миомера), у облику слова V. У доњем делу стомака налазе се гонаде, најмање 24. Имала је истакнуту леђну перају, док је на трбуху била слична, али тања пераја. Могуће је да је трбушна пераја била у пару. На леђној пераји се назиру трагови потпорних елемената, налик на зраке. Дијелови утробе се назиру код неких примерака и чини се да анус није излазио на самом крају, већ испод репа. На предњем крају тијела налазило се 6 или 7 пари шкржних поклопаца који су покривали нитасте шкрге налик на паперје. Низ загонетних структура налик на лукове почиње иза главе и наставља се преко пола тијела. У средишту трупа налази се истакнута линија која најверојатније представља непотпуни остатак свитка. Глава је истакнута као тамнија регија. Поједини дијелови у глави који се разликују по боји и рељефу би могли бити остаци хрскавице, а на неким примерцима се могу препознати очи и друге осетилне структуре.

## Филогенетика
Мишићни блокови, свитак, леђна пераја, нитасте шкрге и парне осетилне структуре у глави указују да је Myllokunmingia хордат, иако базални и без икаквог костура. Филогенетичка анализа која је узела у обзир 116 карактеристика унутар 16 таксона је класифицирала Myllokunmingiju као базалну кичмењака без вилице, у групу из које ће се евентуално развити модерне пакларе.

## Начин живота
Myllokunmingia је сасвим сигурно могла пливати, међутим није познато како и чиме се хранила.

## Сличне врсте
Pikaia gracilens
Yunnanozoon lividum
Haikouella
Haikouichthys